# Marie Van Brittan Brown
Marie Van Brittan Brown (Queens, New York, 30 de octubre de 1922 – 2 de febrero de 1999) fue una inventora estadounidense, que inventó un sistema de vigilancia doméstico que incluía un  circuito cerrado de televisión, que registró en 1966 junto a su marido Albert Brown con el número de patente 3,482,037. La patente fue concedida en 1969. 
El sistema de Brown tenía un conjunto de cuatro objetivos y una cámara que podía subir y bajar para mirar por cada uno de ellos. Cualquier cosa que la cámara filmase aparecería en un monitor. Además, el residente podría abrir la puerta por control remoto. Aunque el sistema fue diseñado para uso doméstico, muchos negocios comenzaron a utilizarlo por su efectividad. Por su invención recibió un premio del National Science Committee.
El sistema incluía un dispositivo que permitía al residente usar el televisor para ver a la persona que estuviera frente a su puerta y escuchar su voz. Brown dijo que la inspiración para crear el sistema fue la gran demora de la policía para llegar llegar tras la llamada de los residentes.
Murió a los 76 años de edad.